# Carhartt
Carhartt, Inc è un marchio di abbigliamento statunitense fondato nel 1889, noto per la produzione di indumenti da lavoro pesanti come giacche, cappotti, tute, gilet, camicie, jeans, indumenti ignifughi e abbigliamento da caccia. È ancora un'azienda a conduzione familiare, di proprietà dei discendenti del fondatore Hamilton Carhartt, con sede a Dearborn nel Michigan.

## Storia
Carhartt è stata fondata da Hamilton Carhartt nel 1889 a Detroit, per produrre abbigliamento da lavoro. L'azienda iniziò con due macchine da cucire e cinque operai. Il primo slogan di Carhartt era "Honest value for an honest dollar". L'espansione iniziale dell'azienda nel 1890 si concentrò sulla produzione di abiti da lavoro resistenti e durevoli per i lavoratori delle ferrovie ed ha lavorato a stretto contatto con i lavoratori delle ferrovie locali per garantire che i suoi pettorali da lavoro soddisfacessero le loro esigenze. Dopo circa 20 anni dalla sua fondazione, Carhartt aveva ampliato le proprie strutture in altre otto città nel Regno Unito e in Canada.
Carhartt subì dei gravi danni economici durante la Grande depressione, riuscendo a riprendersi durante la seconda guerra mondiale.
Nel corso del tempo, i prodotti Carhartt svilupparono delle caratteristiche distintive, intese a estenderne la resistenza, tra cui l'uso di filati robusti, rivetti di rinforzo nei punti di maggiore stress e una gamma di materiali ad alta tecnologia, resistenti alle fiamme, alle abrasioni o all'acqua. Fino ad oggi, l'abbigliamento Carhartt si trovava comunemente in siti non metropolitani, come fattorie, ranch, ecc.
Nel 2013, Carhartt ha registrato un fatturato di circa 600 milioni di dollari all'anno.

## Prodotti e pubblico di riferimento

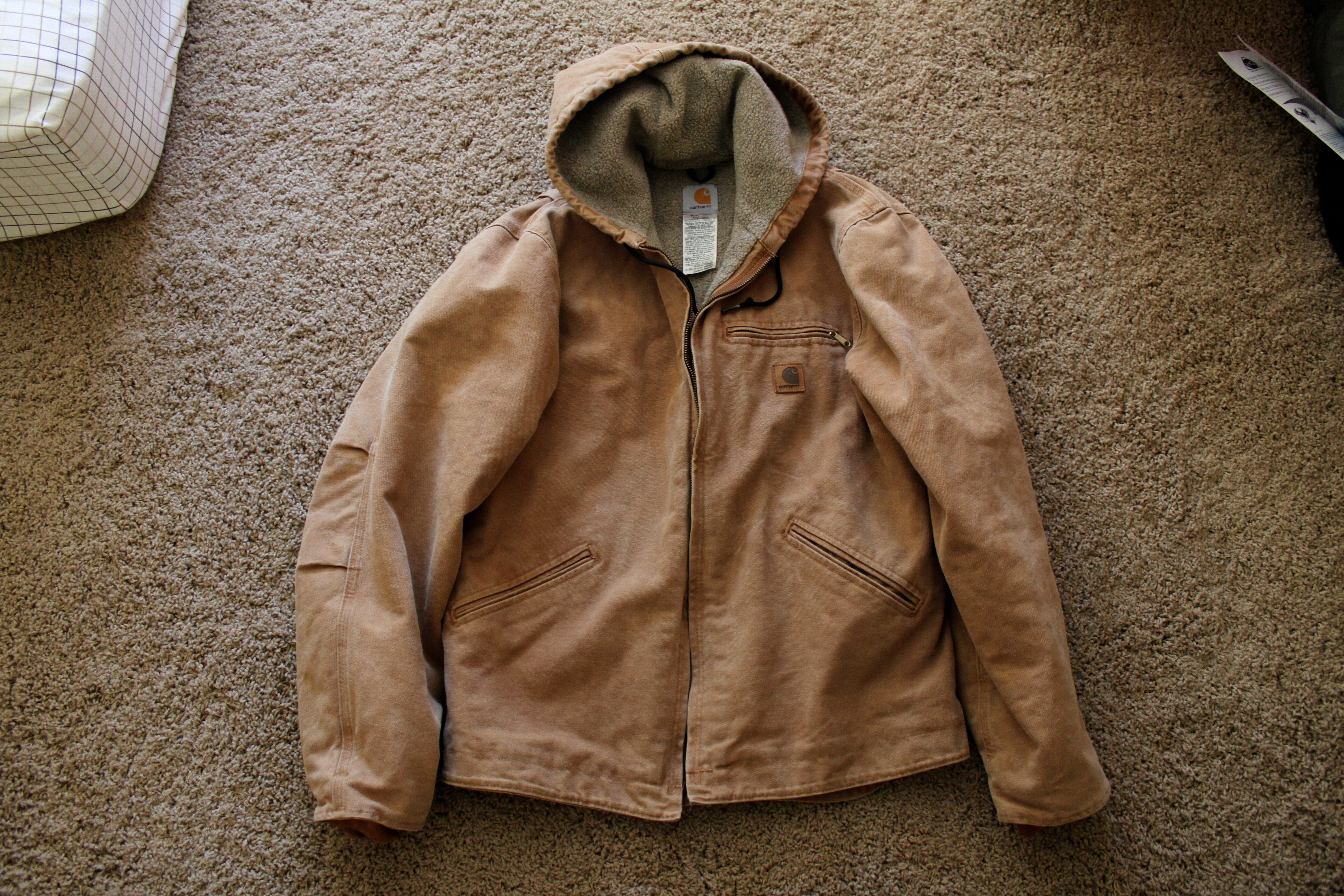
Giacca Carhartt.

Carhartt è conosciuta per i suoi vestiti da lavoro robusti e durevoli, come cappotti, camicie, tute, maglie, jeans e per le sue giacche da lavoro a taglio ampio utilizzate da operai edili, minatori, agricoltori, cacciatori e appassionati di attività all'aria aperta, ma a partire dagli anni 2000 ha anche ampliato la sua gamma di prodotti per gli appassionati di streetwear in generale. Le giacche Carhartt sono semplici e realizzate in colori tenui come senape, kaki e blu navy. La maggior parte dei prodotti Carhartt sono realizzati in tela di cotone rigida con cuciture triple.
Nell'autunno 2007, la compagnia ha annunciato un piano per lanciare una sua linea di abbigliamento da lavoro per donna.

## Carhartt Work in Progress (WIP)
Nel 1989, in occasione del centenario di Carhartt, la coppia svizzera formata da Edwin e Salomée Faeh, marito e moglie , stilisti specializzati in denim, decisero di esportare alcuni dei prodotti originali in Europa ottenendo da subito un grande successo. Nel 1994, acquistarono una licenza per creare le loro linee di vestiario in Europa sotto il nome di Carhartt Work in Progress (WIP), creando una versione streetwear del brand di Carhartt, spesso comparata a Stüssy o Supreme.
Carhartt WIP ha spesso collaborato con altri brand di streetwear come A Bathing Ape, Comme des Garçons e Vetements e dispone di molti punti vendita in Europa tra cui Berlino, Londra, Madrid e Barcellona, ma anche nel resto del mondo.

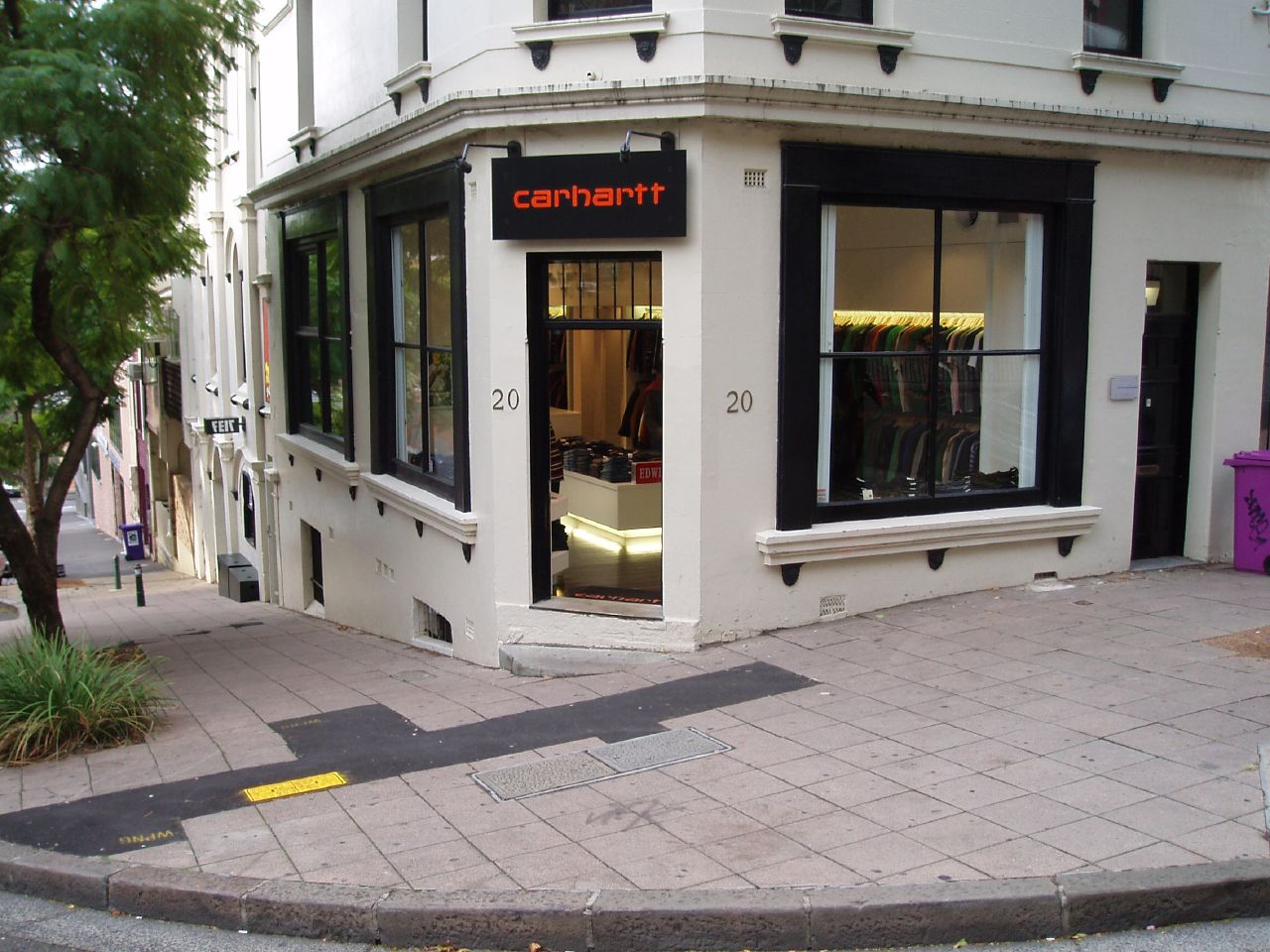
Carhartt store a Sydney, Australia.